# 大渡口站
大渡口站位于重庆市大渡口区，是成渝铁路上车站，离重庆站16公里，离成都站488公里。车站为成都铁路局兴隆场车站管辖的三等站，曾经为重庆钢铁集团服务，目前不办理客货运业务。
车站为服务位于大渡口的重庆钢铁公司建于1951年，当年5月1日接通九龙坡站区间，6月正式开站。当时站内设有3条股道，为四等站，主要将九龙坡运来的钢锭转运至钢铁厂，并将成品的钢铁制品运送至成渝铁路沿线工地。1951年9月成渝铁路重庆-永川区间通车后开办客运业务，当年10月又开办货运业务。1953年车站增建1条到发线。1958年车站进行第二次扩建，车站站场规模扩建至7条股道，包括4条到发线和3条和重钢的交接线。1963年车站进行第三次扩建，新建150平方米的候车室和30平方米的行包房，次年车站升为三等站:325。
2011年重钢搬迁至长寿区后，车站停办客运及货运业务，车站货场和专用线陆续被拆除。
未来成渝铁路重庆至江津区间将实施市郊化改造，本站作为中间站之一届时将停靠重庆至江津的市郊列车，并计划更名“义渡古镇站”。2024年6月15日起，车站停办客运业务。